# Dreamland (Robert Miles)
Dreamland è il primo album in studio del compositore italiano Robert Miles, pubblicato il 7 giugno 1996. L'album verrà in seguito ristampato con l'aggiunta di ulteriori brani realizzati successivamente alla prima versione distribuita (come la versione radio di One and One). Vendette 14 milioni di copie.

## Tracce
Testi e musiche di Roberto Concina.
1. Children (Dream version) – 7:05
2. Fable (Message version) – 6:23
3. Fantasya – 5:44
4. Landscape – 6:02
5. In My Dreams – 6:15
6. One and One (Radio version) – 4:00
7. Princess of Light – 6:21
8. Fable (Dream version) – 7:13
9. In the Dawn – 8:00
10. Children (Original version) – 6:20
11. Red Zone – 6:57

## Classifiche
| Classifica (1996) | Posizione massima |
| ----------------- | ----------------- |
| Australia         | 12                |
| Austria           | 7                 |
| Belgio (Fiandre)  | 13                |
| Belgio (Vallonia) | 10                |
| Canada            | 13                |
| Finlandia         | 18                |
| Francia           | 6                 |
| Germania          | 2                 |
| Italia            | 15                |
| Norvegia          | 18                |
| Nuova Zelanda     | 3                 |
| Paesi Bassi       | 36                |
| Portogallo        | 1                 |
| Regno Unito       | 7                 |
| Stati Uniti       | 54                |
| Svezia            | 6                 |
| Svizzera          | 2                 |
| Ungheria          | 1                 |